# Jim Keltner
James Lee Keltner (Tulsa, 27 aprile 1942) è un batterista statunitense, noto per la sua militanza nei gruppi Plastic Ono Band, Ringo Starr and his All Starr Band and Attitudes, nonché per la sua attività di turnista.

## Biografia
Originario dell'Oklahoma ed appassionato di musica jazz, è con l'esplosione del pop rock che decide di trasferirsi a Los Angeles. Qui Gary Lewis lo chiama per partecipare ad alcune sessioni di registrazioni. Nel 1968 suona nell'album Bacchanal di Gabor Szabo ed in altri lavori di Cal Tjader, Barbara Keith, Wendy & Bonnie e Dave Mason. Ma è soprattutto grazie alla collaborazione con Leon Russell, un multistrumentista, anche lui originario dell'Oklahoma, che la fama di Keltner cresce tra gli addetti ai lavori.
Suona nell'album di Delaney & Bonnie Accept No Substitute e poi in quello di Joe Cocker Mad Dogs & Englishmen. Il periodo tra il 1970 e 1971 è quello più impegnativo per il batterista: collabora con Carly Simon (per Anticipation), Barbra Streisand (per Barbara Joan Streisand), George Harrison (The Concert for Bangladesh) ed infine con John Lennon per l'album Imagine. Tra le altre collaborazioni del periodo si segnalano quelle con Ringo Starr e Derek and the Dominos.
Nel 1973 partecipa alla realizzazione della colonna sonora del film Pat Garrett & Billy the Kid, con brani di Bob Dylan, tra cui Knockin' on Heaven's Door.
In seguito suona con molti artisti, tra cui The Rolling Stones, Pink Floyd, Ramones, Céline Dion, Neil Diamond, Melissa Etheridge, John Mayer, Sheryl Crow, Tom Petty, James Taylor, Jackson Browne, Eric Clapton, Randy Newman, José Feliciano, Art Garfunkel, Roy Orbison, Irene Cara, Thelma Houston, Elvis Costello, Carla Bruni, Bill Withers, Yoko Ono, Ronnie Wood, Albert King, Mick Jagger, B.B. King, Cher, Bill Wyman, Roberta Flack, Freddie King, David Crosby, Leonard Cohen, Warren Zevon, Kim Carnes, Ry Cooder, Neil Young, Joni Mitchell, Linda Ronstadt, Michael Bublé, Rod Stewart, Brian Wilson, J.J. Cale, Lana Del Rey.
Negli anni ottanta suona sotto pseudonimo (Buster Sidebury) nel supergruppo dei Traveling Wilburys; nel 1987 è invece con i Little Village. Nel 1986 inizia una collaborazione con Richard Thompson, che lo porta a suonare in quattro album, l'ultimo dei quali è you? me? us?, del 1996.
Nel 1995 si unisce alla London Metropolitan Orchestra per la realizzazione di An American Symphony, inserita nella colonna sonora del film Goodbye Mr. Holland.
Nel nuovo millennio collabora di nuovo con Dylan, Simon & Garfunkel, T-Bone Burnett e Elton John, produce nel 2010 l'album Mean Old Man di Jerry Lee Lewis.
Suona nell'album di Joseph Arthur The Graduation Ceremony del 2011 riprendendo così una collaborazione iniziata col progetto Fistful of Mercy, nel 2012 ha suonato nel secondo album dei Sacri Cuori Rosario registrato a Los Angeles e nel 2015 nell'album Perfetto di Eros Ramazzotti.

## Discografia

### Solista
- 1982 - Sheffield Drum Record

### Plastic Ono Band
- 1973 - Feeling the Space

### Attitudes
- 1975 - Ain't Love Enough
- 1977 - Sweet Summer Music

### Little Village
- 1992 - Little Village

### Collaborazioni
- 1968 - Bacchanal - Gabor Szabo
- 1970 - Alone Together - Dave Mason
- 1971 - Anticipation - Carly Simon
- 1971 - Leon Russell and the Shelter People - Leon Russell
- 1972 - Unbush - Marc Benno
- 1972 - No Secrets - Carly Simon
- 1972 - Ululu - Jesse Esse Davies
- 1973 - Goodbye Yellow Brick Road - Elton John
- 1973 - Living in the Material World - George Harrison
- 1974 - And the Feeling is Good - Josè Feliciano
- 1974 - Hot Cakes - Carly Simon
- 1974 - Son of Dracula - Harry Nilsson
- 1975 - Close Up - Frankie Vallie
- 1975 - Extra Texture (Read All About It) - George Harrison
- 1976 - The Dream Weaver - Gary Wright
- 1976 - Another Passenger - Carly Simon
- 1977 - Death of A Lady's Man - Leonard Cohen
- 1977 - Here You Come Again - Dolly Parton
- 1977 - Randy Newman - Little Criminal
- 1978 - Don't Cry Out Loud - Melissa Manchester
- 1979 - Gimme Some Neck - Ronnie Wood
- 1980 - Saved - Bob Dylan
- 1982 - Gone Troppo - George Harrison
- 1982 - Heartlight- Neil Diamond
- 1985 - Empire Burlesque - Bob Dylan
- 1987 - Carasmatic - Irene Cara
- 1988 - The Traveling Wilburys, Vol. 1 - The Traveling Wilburys (come Buster Sidebury)
- 1988 - Mystery Girl - Roy Orbison
- 1990 - Closer to the Flame - Dave Edmunds
- 1990 - The Traveling Wilburys, Vol. 3 - The Traveling Wilburys (come Buster Sidebury)
- 1990 - Ringo Starr and his all Starr band (live)
- 1991 - Mighty Like a Rose - Elvis Costello
- 1992 - Free for All - Michael Penn
- 1993 - Across the Borderline - Willie Nelson
- 1993 - san Francisco Days - Chris Isaac
- 1993 - Thousand Roads - David Crosby
- 1994 - From the Cradle - Eric Clapton
- 1995 - Joyak Variety - Elvis Costello
- 1996 - Sheryl Crow - Sheryl Crow
- 1997 - Retrospective - Leon Russell
- 1999 - fade Into Light - Boz Scaggs
- 2004 - Me and Mr Johnson - Eric Clapton
- 2007 - Just Yesterday - Al Stewart
- 2007 - Under the Blacklight - Jenny Lewis
- 2007 - Taking Chances - Celine Dion
- 2008 - Break up the Concrete - The Pretenders
- 2008 - One Kind Favor - B. B. King
- 2015 - Forever Man - Eric Clapton
- 2016 - Peace Trail - Neil Young
- 2019 - American Rock and Roll - Don Felder
- 2020 - Carla Bruni - Carla Bruni
- 2022 - Higher - Michael Bublè